# Miroslav Tomeš
Miroslav Tomeš (* 18. September 1985 in Frýdlant) ist ein ehemaliger tschechischer Biathlet.
Miroslav Tomeš trainierte und lebt in Jablonec nad Nisou. Er begann 2000 mit dem Biathlonsport und wurde 2003 Teil des tschechischen Nationalkaders. Sein Verein war der SKP Jablonex, wo er von Petr Graclík trainiert wurde, gegen Ende der Karriere Jiskra Josefův Důl. Seine ersten internationalen Rennen bestritt Tomeš im Rahmen der Juniorenweltmeisterschaften 2004 in Haute-Maurienne, wo er 29. des Sprints, Zehnter der Verfolgung und Sechster des Einzels wurde. Mit Milan Faltus, Ondřej Moravec und Michal Šlesingr gewann er im Staffelrennen hinter der deutschen und vor der russischen Vertretung die Silbermedaille. Es folgten die Juniorenrennen der Europameisterschaften 2004 in Minsk, bei denen Tomeš 25. in Einzel und Sprint sowie 22. der Verfolgung und mit Milan Faltus, Ondřej Moravec und Petr Hradecký Fünfter des Staffelrennens wurde. Im weiteren Jahresverlauf nahm er auch an den Juniorenrennen der Sommerbiathlon-Weltmeisterschaften 2004 in Osrblie teil und kam auf die Ränge 12 im Sprint, 20 in der Verfolgung und 19 im Massenstartrennen. Mit Šlesingr und Moravec gewann er zudem im Staffelrennen die Goldmedaille.
Bei den Juniorenrennen der Europameisterschaften 2005 in Nowosibirsk verpasste Tomeš an der Seite von Petr Hradecký, Pavel Suchánek und Ondřej Moravec als Viertplatzierter im Staffelrennen eine Medaille nur um einen Rang. Im Einzel wurde er Elfter, Neunter des Sprints und Zehnter der Verfolgung. Es folgten die Juniorenweltmeisterschaften 2005 in Kontiolahti. Hier wurde Tomeš 13. des Einzels, 23. des Sprints, 21. der Verfolgung und mit Hradecký, Suchánek und Moravec Fünfter im Staffelwettbewerb. Seinen größten Erfolg erreichte er später im Jahr bei den Sommerbiathlon-Weltmeisterschaften 2005 in Muonio. Zunächst startete er bei den Junioren und wurde Neunter des Sprints sowie Zehnter in Verfolgung und Massenstart. Für das Staffelrennen rückte er in die A-Mannschaft Tschechiens auf und gewann an der Seite von Michal Šlesingr, Ondřej Moravec und Jaroslav Soukup den Weltmeistertitel. 2006 nahm er in Presque Isle zum dritten und letzten Mal an Junioren-Weltmeisterschaften teil, bei denen er 26. des Einzels, Zehnter des Sprints, 13. des Verfolgungsrennens und Achter im Staffelrennen wurde. Letzte internationale Meisterschaften wurden die Juniorenrennen der Europameisterschaften 2006 in Langdorf Tomeš konnte die Resultate der Vorjahre nicht bestätigen und wurde 37. des Einzels, 33. des Sprints und 32. des Verfolgungsrennens. In der Saison 2006/07 kam er mehrfach zu Einsätzen im Europacup. Bestes Resultat war ein 47. Rang bei einem Einzel in Cesana San Sicario. Zudem bestritt er ein FIS-Rennen und zwei Rennen im Slavic Cup im Skilanglauf. Nach der Saison beendete er seine Karriere.